# 심코호
심코호(Lake Simcoe)는 캐나다 남부 온타리오주에 있는 호수로, 니피곤호, 세울호, 니피싱호에 이어 온타리오주 내에서 네 번째로 큰 호수이다. 17세기 유럽인들이 처음 접촉했을 당시 이 호수는 원주민 웬다트 연맹/오엔다트 (휴런족) 사람들이 오엔티롱크("아름다운 물")라고 불렀다. 또한 이 호수는 상부 캐나다의 초대 부지사인 존 그레이브스 심코가 그의 아버지, 영국 왕립 해군의 존 심코 대위를 기리기 위해 이름을 바꾸기 전까지는 타론토호로도 알려졌다. 이 호수 주변에 살았던 퍼스트 네이션의 역사 언어인 오지브웨이어로 라마와 조지나섬 퍼스트 네이션의 아니시나베크 사람들은 이 호수를 주니양-자가이건이라고 불렀는데, 이는 "은빛 호수"를 뜻한다.

## 지명학
심코호라는 이름은 1793년 존 그레이브스 심코가 그의 아버지인 존 심코 대위를 기념하여 붙였다. 심코 대위는 1710년 11월 28일 잉글랜드 북동부 더럼주의 스테인드롭에서 태어나 영국 왕립 해군 장교로 복무했으며, 1759년 5월 15일 그의 배 HMS 펨브로크 (1757)에서 폐렴으로 사망했다.
역사적으로 17세기 유럽인들이 처음 접촉했을 당시 이 호수는 웬다트 (휴런족) 원주민들이 오엔티롱크("아름다운 물")라고 불렀다. 웬다트족의 호수 이름은 20세기까지 유럽 자료에서 웬타론으로 표기되었다.
피에르 라페가 1675년에 만든 지도에는 이 호수가 프랑스어인 Lac Taronto로 표기되었고, 라옹탕이 1687년에 만든 지도에는 타론토호로 불렸으며, 장바티스트루이 프랑클랭이 1678년에 만든 누벨프랑스 지도에는 타론토스 라크(Tarontos Lac)라는 이름이 등장했다. '타란토'라는 용어는 "관문" 또는 "통로"를 의미하는 이로쿼이어족 표현에서 유래했다. 타론토는 원래 심코호가 카우치칭호로 흘러드는 수로인 '내로우스'를 지칭했다. (내추럴 리소스 캐나다는 관련 번역을 제공한다: "이것은 '물 속에 나무가 서 있는 곳'을 의미하는 모호크어 tkaronto에서 유래했다." 여러 모호크어 화자와 원주민 언어 전문가 존 스테클리에 따르면, 모호크족은 휴런족과 다른 원주민들이 물 속에 말뚝을 박아 어살을 만든 '내로우스'를 묘사하기 위해 이 표현을 사용했다. 그 이후로 많은 지도 제작자들이 이 이름을 채택했지만, 지도 제작자 빈첸초 코로나가 1695년에 만든 지도에서 더 일반적으로 사용되는 토론토 철자를 도입한 것으로 알려져 있다.
'토론토'라는 이름은 온타리오호와 조지언만 사이에 걸쳐 심코호를 지나는 카누 운반로인 토론토 운반로 (또는 토론토 통로)의 이름에서 현재의 도시에 이르게 되었으며, 심코호는 온타리오호의 토론토 통로 입구에 위치한 초기 프랑스 요새의 이름으로도 사용되었다. 조지언만의 세번 사운드로 흘러들어가는 세번강은 한때 '리비에르 드 토론토'라고 불렸고, 세번 사운드는 당시 '베 드 토론토'라고 불렸다.
나중에 프랑스 상인들은 이 호수를 Lac aux Claies라고 불렀는데, 이는 호수 내 휴런족의 어살을 지칭하는 "격자 (또는 덩굴)의 호수"를 의미한다. 상부 캐나다 초기까지 이 이름으로 알려졌고, 그 후에 심코호로 개명되었다.

## 지리

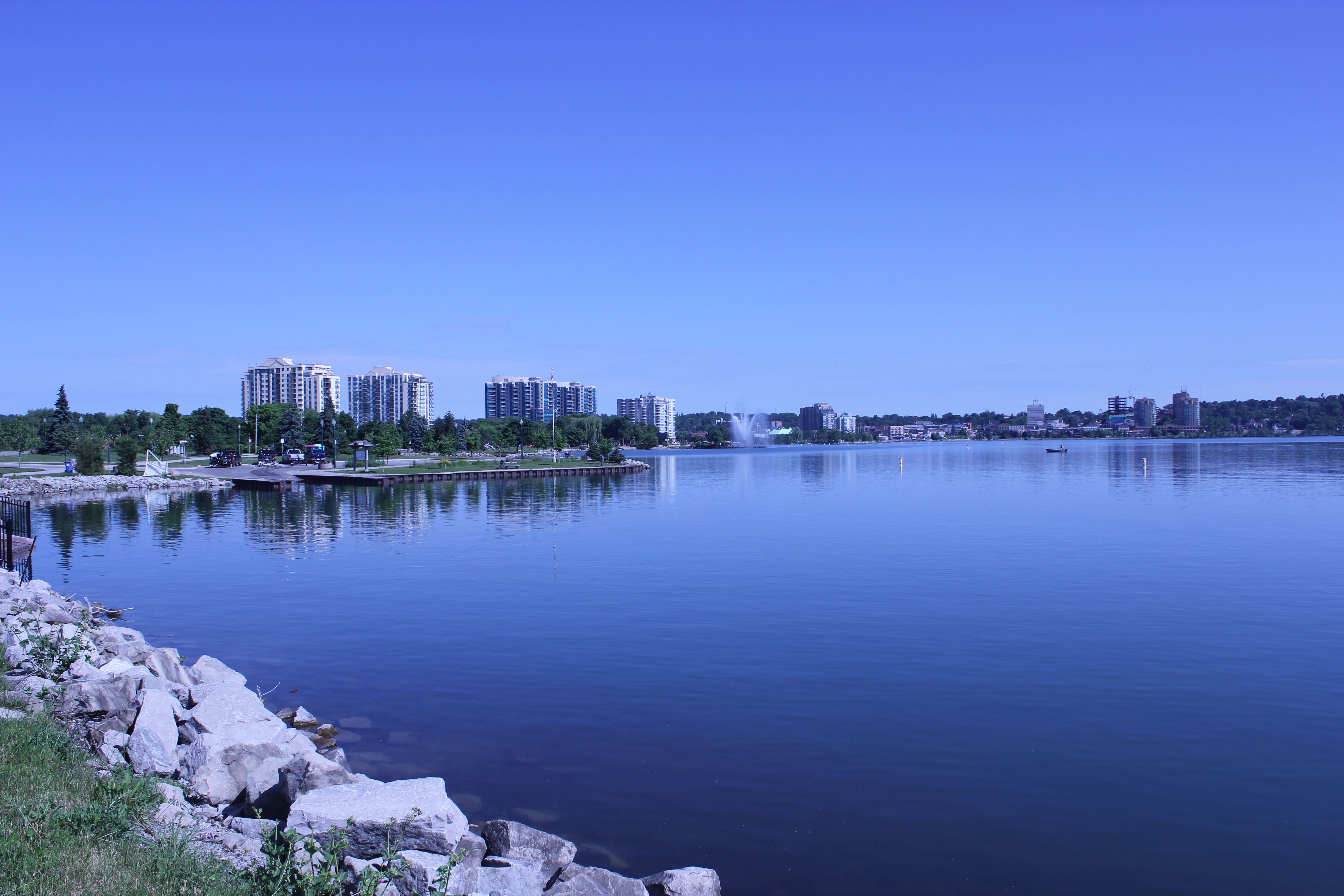
배리 (온타리오주) 시내와 심코호 서쪽 팔 부분인 켐펜펠트만

이 호수는 심코 카운티, 더럼 지방자치구, 요크 지방자치구에 접해 있다. 배리 시는 켐펜펠트만에 위치하며, 오릴리아는 카우치칭호 입구에 위치한다. 호수로 유입되는 유역에는 토론토 대도시권의 북부 지역을 포함하여 약 50만 명의 인구가 거주한다.
조지나 타운은 심코호 남쪽 해안 전체를 따라 위치하며, 쿡스만의 케스윅, 서턴, 잭슨스 포인트, 페펄로, 우도라를 포함한 작은 주거 도시와 커뮤니티로 이루어져 있다.
이니스필 타운은 배리 남쪽과 브래드포드 북쪽의 서쪽 해안을 차지한다. 심코 동쪽에는 비버턴, 브레친, 라군 시티 타운이 포함된다.
카우치칭호는 한때 브리스톨 해협으로 알려진 심코호의 세 번째 만으로 여겨졌으나, 두 수역 사이의 좁은 지형 때문에 다른 호수로 간주할 만큼 충분히 분리되어 있다. '물 속에 나무가 서 있는 곳'으로 알려진 좁은 지형은 '토론토'라는 단어의 해석으로, 이 지역에 살았던 퍼스트 네이션 사람들에게 중요한 낚시 지점이었고, 모호크족 용어인 toran-ten은 결국 그 지점에서 남쪽으로 이어지는 카누 운반로인 토론토 운반로를 통해 토론토라는 이름을 갖게 되었다. 남아있는 말뚝의 방사성 탄소 연대 측정은 내로우스의 어살이 4,000년 이상 사용되었음을 보여준다. "물 속에 나무가 서 있는 곳"이라는 의미는 휴런족이 물고기를 가두기 위해 수로 퇴적물에 말뚝을 박는 관행에서 유래했을 가능성이 높다. 물과 퇴적물에 심은 갓 자른 묘목은 가지와 잎을 돋아 한동안 지속되어 "물 속에 나무가 서 있는 곳"이 되었을 것이다.

### 섬

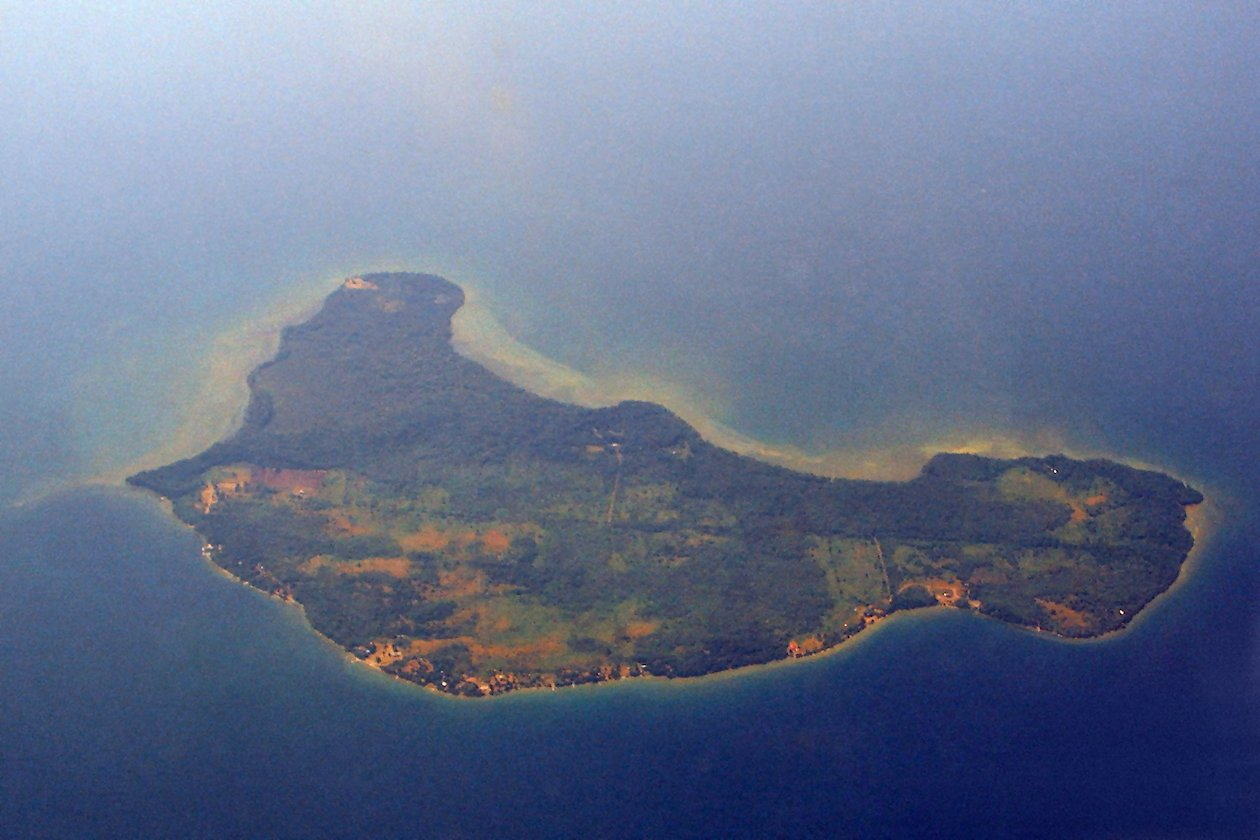
2012년 토라섬의 공중 사진. 이 섬은 심코호에 있는 여러 섬 중 하나이다.

심코호에는 조지나라는 큰 섬이 있는데, 이 섬은 스네이크 섬 및 폭스 섬과 함께 조지나섬 퍼스트 네이션의 치페와족의 인디언 보호구역을 이룬다. 호수에는 토라섬 (휴가 목적지), 스트로베리섬, 스네이크 섬, 헬머스 섬, 폭스 섬 등 여러 작은 섬들이 점재해 있다. 교황 요한 바오로 2세는 토론토에서 열린 세계 청년 대회 2002 직전에 스트로베리 섬에서 4일 동안 머물렀다.
트렌트 세번 수로가 완성되기 전에는 심코호의 수위가 매우 낮아 주민들이 수레를 타고 건너거나 발목 깊이의 물을 걸어 본토로 갈 수 있었다. 그러나 완공 후에는 수위가 몇 피트 상승했다. 호수 북쪽 끝의 그레이프섬은 오릴리아 연안에 위치해 있다. 그레이프섬 동쪽에는 고패트섬이 있는데, 라마라 내에 위치한 작고 사유 섬이다.
조지나, 스네이크, 폭스 섬은 요크 지방자치구 내에 있으며, 토라 섬은 더럼 지방자치구 내에 있다. 스트로베리 섬과 헬머스 섬은 사유지이지만 심코 카운티 내의 라마라 경계 안에 있다. 그레이프 섬은 오릴리아 내에 있으며, 고패트 섬은 라마라 내에 있고 둘 다 주민들이 사적으로 소유하고 있다.

## 지질
이 호수는 길이 약 30 킬로미터 (19 mi), 너비 약 25 킬로미터 (16 mi), 면적 722 제곱킬로미터 (279 mi2)이다. 심코호는 선사 시대의 훨씬 더 큰 호수인 앨곤퀸호의 잔해이다. 이 호수의 유역에는 휴런호, 미시간호, 슈피리어호, 니피곤호, 니피싱호도 포함되었다. 마지막 빙하기가 끝날 무렵 빙하댐이 녹으면서 이 지역의 수위가 크게 낮아져 오늘날의 호수들이 남게 되었다.
이 호수는 오르도비스기 고생대 석회암 위에 위치한다. 그러나 깊은 빙하 퇴적물 때문에 이 기반암은 조지나 섬의 호숫가에서만 노출된다. 하지만 이 암석은 퇴적물이 더 얇은 카우치칭호 해안에서도 나타난다. 카우치칭호 북쪽 끝의 호수 유출구는 이 호수를 따라 중간쯤에 처음 나타나는 선캄브리아기 기반암에 의해 제어된다. 그 결과 호수는 현재까지 유지되고 있는데, 유출수가 암석을 뚫고 내려갈 수 없어 호수가 고갈되지 않았기 때문이다. 이는 서쪽에 위치했던 한때 더 작은 자매 호수였던 '마이닝 호수'와는 다르다. 마이닝 호수는 앨곤퀸호의 잔해이자 나중에 휴런호의 니피싱 단계였다. 이 호수의 유출구는 이든데일 근처에 위치한 퇴적물에 있었는데, 이 퇴적물이 크게 침식되어 호수의 대부분이 고갈되었다. 오늘날 '마이닝 호수'는 마이닝 습지로 존재하지만, 봄철 유출수가 유역을 범람시키면 매년 짧은 기간 동안 다시 형성된다.
마지막 빙하의 후퇴로 인한 등압선 반발로 심코호의 수위가 꾸준히 상승하며, 특히 남쪽 끝에서 두드러진다. 이는 한때 얕았던 남쪽 지류인 홀랜드 습지에 축적된 깊은 유기 퇴적물에도 영향을 미쳤다. 이곳에서는 식물에 의해 생성된 유기 퇴적물이 꾸준한 수위 상승에 대체로 보조를 맞춰왔으며, 오늘날에는 광범위한 채소 재배를 지탱하고 있다. 호수로 흘러드는 모든 강과 대부분의 하천은 수위 상승으로 인해 강 수로가 침수되어 넓고 깊으며 항해 가능한 하구를 가지고 있다.
NOAA의 2017년 이전 데이터에 따르면, 이 호수의 연간 평균 표면 온도는 2.5 °C (36.5 °F)이다.

## 생태

얼어붙은 심코호의 얼음 낚시 오두막에서 얼음 낚시를 하는 사람

건강한 호수에서는 레이크 송어, 청어, 화이트피시와 같은 냉수성 어류가 풍부하고 활발하다. 때로는 캐나다의 얼음 낚시 수도로도 알려져 있다.

### 생태학적 문제
심코호는 심각한 부영양화의 피해를 입었다. 심코호는 일부 어종의 급격한 감소와 함께 조류 및 수생 잡초의 증가를 보였다. 도시 및 농촌 지역의 인 배출은 호수의 생태계를 교란하고 과도한 수생 식물 성장을 촉진하여 수온을 높이고 산소 수준을 감소시켜 제한된 번식지를 살기 어렵게 만들었다.
심코호는 얼룩말홍합, 보라색부들레야, 블랙 크래피, 가시물벼룩, 둥근망둑, 붉은가재, 유라시아물수세미 침입의 피해를 입었다.
1985년 북미 수역에 유입된 얼룩말홍합은 흑해와 카스피해 지역이 원산지이며, 외국 화물선의 평형수 탱크를 통해 북미로 유입된 것으로 추정된다. 얼룩말홍합은 물의 투명도를 높여 햇빛이 호수 바닥까지 침투하게 하여 더 많은 조류와 수생 잡초가 자라게 하고 부영양화 과정을 가속화시키기 때문에 심코호에 특히 해롭다.
무지개송어는 또 다른 유입종으로, 1960년대 초반에 처음 관찰되었다. 이들은 토착 큰흰송어와 경쟁하여 그 개체수 감소의 원인 중 하나로 여겨졌다.
레이크 심코 환경 관리 전략(LSEMS), 레이크 심코 보존 재단, 레이크 심코 지역 보존 협회와 같은 여러 이니셔티브는 호수의 환경 문제 중 일부를 해결하기 위해 노력하고 있다. 지역 활동가 그룹인 '레이디스 오브 더 레이크'는 누드 사진 달력 판매로 모금한 25만 달러를 사용하여 정부, 기업, 교육 시스템, 지역 주민들이 호수를 살리도록 독려하고 있다. 호숫가의 여러 마을과 공동체는 식수를 위해 심코호에 의존한다.
요크 지역은 현재 심코호 유역의 개발 심화를 지원하기 위해 쿡스만에 있는 홀랜드강변에 하수 처리 시설 건설 계획을 확정하고 있다.

## 유역
온타리오 남부의 여러 강들이 일반적으로 북쪽으로 흘러 이 호수로 유입되며, 2,581 km2 (997 mi2)의 육지를 배수한다. 동쪽에서 트렌트–세번 수로의 일부인 탤벗강은 심코호로 흘러드는 가장 중요한 강으로, 이 호수를 카와르타호 시스템 및 온타리오호와 연결한다. 카우치칭호와의 연결을 통해 세번강은 호수에서 휴런호의 일부인 조지언만으로 흘러나가는 유일한 배수로이다(심코호 자체는 오대호 중 하나가 아니다). 트렌트-세번 수로의 갑문은 이 연결을 항해 가능하게 만든다.

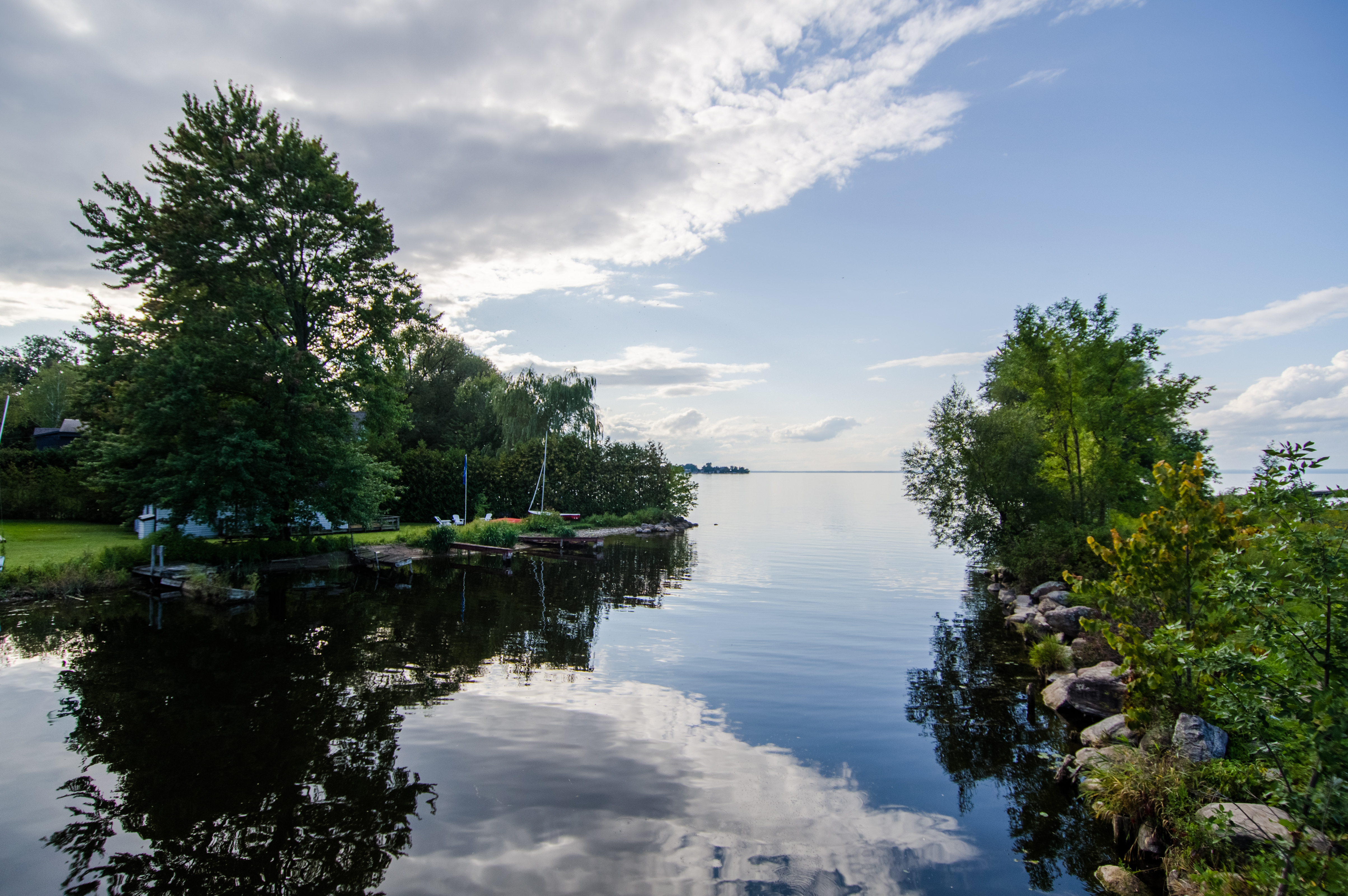
심코호 남부 해안에 있는 블랙강의 하구

여러 개울과 강이 호수로 흘러든다:
- 블랙강
- 블러프스 개울
- 비버강
- 홀랜드강
- 마스키농게강
- 페펄로강
- 탤벗강
- 화이츠 개울
- 뒤클로 개울
- 버니 개울
- 버지니아 개울A
- 버지니아 개울B
- 버지니아 개울C
- 버지니아 개울D

## 레크리에이션

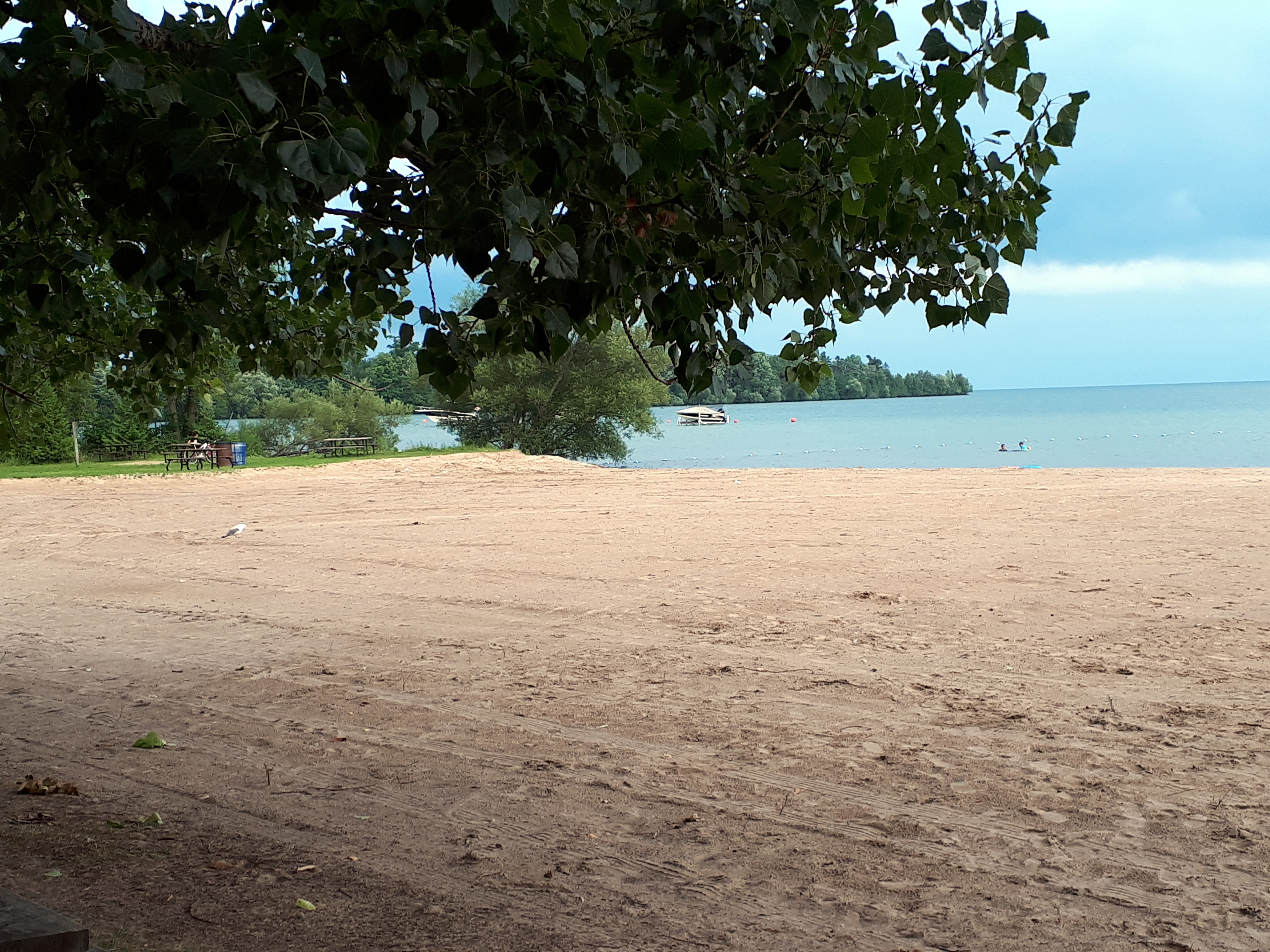
마라 주립공원의 해변

이 호수는 상업 활동은 거의 없지만, 많은 레크리에이션 용도로 활용된다. 겨울에는 완전히 얼어붙어 여러 얼음 낚시 대회를 개최하며, 온타리오주에서 가장 활발하게 낚시가 이루어지는 호수 중 하나이다. 그러나 겨울에 완전히 얼어붙는 세계에서 가장 큰 호수 중 하나라는 주장은 순전히 추측이며, 실제로는 거짓이다. 캐나다만 해도 같은 크기 또는 그보다 큰 호수가 많고, 그들도 얼어붙는다.
여름에는 여전히 낚시가 인기 있지만, 포커 런, 제트스키, 기타 보트 타기 행사도 많이 열린다. 호수 주변에는 여름 별장들이 많아 여름철에는 레크리에이션 및 보트 이용이 활발하다.
토론토 광역권에서 방문객을 끌어들이는 여러 해변이 있는데, 심코호는 인근 온타리오호 해변보다 깨끗하고 따뜻한 물로 유명하다. 많은 해변은 카이트 서핑에도 사용된다. 남쪽 해안 조지나에 있는 윌로 비치는 심코호에서 가장 크고 인기 있는 공공 해변 중 하나이다.
호수 주변에는 7개의 요트 클럽(요트 타기)이 있으며, 여러 요트 경주를 개최하고 호수에는 활발한 요트 커뮤니티가 존재한다.

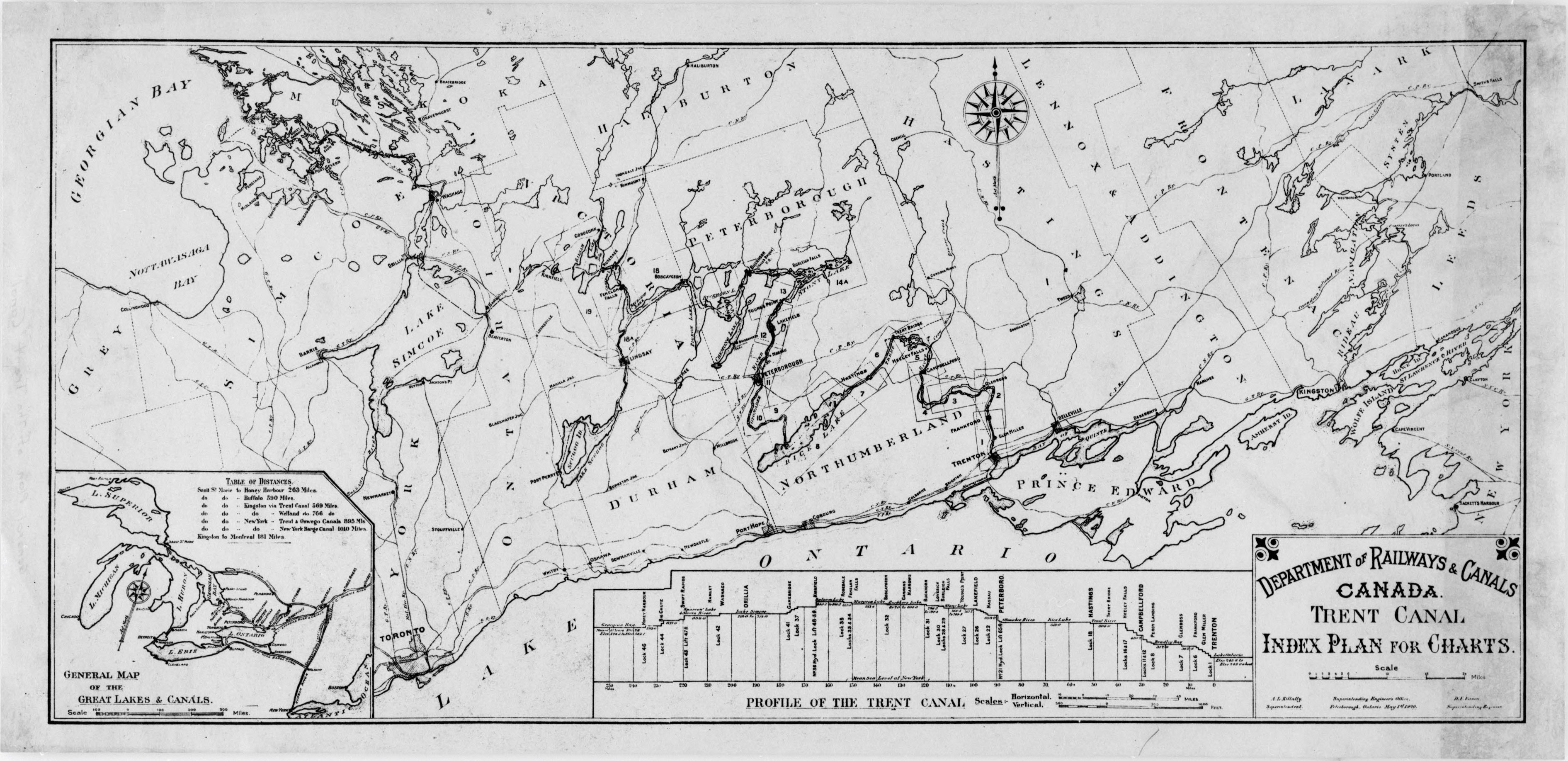
심코호를 여러 다른 주요 수로와 연결하는 운하 경로인 트렌트-세번 수로 지도

이 호수는 또한 온타리오호와 조지언만/휴런호를 연결하는 트렌트–세번 수로 시스템의 일부를 형성한다.
심코호는 스쿠버 다이빙으로도 잘 알려져 있다. 1857년에 침몰한 J. C. 모리슨호는 센테니얼 비치 근처의 훌륭한 다이빙 장소이다. 또한 담수 다이버들에게 인기 있는 다른 스쿠버 다이빙 진입 지점도 여러 곳 있다. 켐펜펠트만은 가장 깊기 때문에 스쿠버 다이버들에게 가장 인기가 많다. 시야는 30 피트 (9 m) 이상에서 거의 제로까지 다양하다.

### 해상 법 집행
온타리오 경찰청, 사우스 심코 경찰, 요크 지역 경찰, 더럼 지역 경찰, 배리 경찰은 호수 해역을 순찰하는 해양 부대를 보유하고 있다. 조지나섬 경찰은 조지나, 폭스, 스네이크 섬을 순찰하며 이 섬들 주변의 해양 요구에 대응할 수 있는 일부 능력을 갖추고 있다. 오릴리아의 일부인 그레이프섬은 온타리오 경찰청의 관할이다.

### 참고 문헌
- “State of the Lake Simcoe Watershed 2003”. Lake Simcoe Region Conservation Authority. 2005년 4월 8일에 원본 문서에서 보존된 문서. 2010년 2월 17일에 확인함.